# 连山易祖
连山易祖中国传说中的远古圣人之一。
传说连山易祖某一时期集大成，作成《连山古易》，并由九天玄女进行推广流程。为后世《易经》的源头之一。
从地球的诞生到地球上的第一块陆地古南极大陆的形成，经历了三个阶段的变化，再加上原初地球的南北二极，古人创作了连山八卦，大概至中国的夏朝才得以成书，并名之为连山古易。
连山八卦出现的顺序是，阳四卦为乾震坎艮，阴四卦为坤巽离兑，因阳顺阴逆，所以其卦数便为乾1兑2震3离4坎5巽6艮7坤8。